# Franziska Koch (Radsportlerin)
Franziska Koch (* 13. Juli 2000 in Mettmann) ist eine deutsche Radrennfahrerin.

## Sportliche Laufbahn
Franziska Koch stammt aus einer Radsportfamilie. Schon ihr Großvater und dessen zwei Brüder waren in den 1960er Jahren als Radsportler aktiv. Ihr Bruder ist der ehemalige Radrennfahrer Michel Koch. Ihre Mutter ist Petra Stegherr, die in den 1980er Jahren deutsche Nationalfahrerin war.
Koch ist eine Allrounderin. 2016 wurde sie deutsche Vize-Meisterin der Juniorinnen im Omnium auf der Bahn. Bei den Bahnmeisterschaften 2017 stand sie drei Mal in verschiedenen Disziplinen auf dem Podium, im Omnium der Juniorinnen errang sie den Titel. Im selben Jahr wurde sie Junioren-Meisterin im Cross Country (XC) auf dem Mountainbike sowie Dritte der nationalen Straßenmeisterschaft der Juniorinnen. Bei den Straßenradsport-Weltmeisterschaften 2017 im norwegischen Bergen belegte sie im Rennen der Juniorinnen Platz 25.
2019 wurde Koch Siebte beim Omloop van Borsele, sie entschied die Nachwuchskategorie des Festival Elsy Jacobs für sich und wurde Zweite des Volta Limburg Classic. Bei den deutschen Meisterschaften belegte sie Platz vier im Straßenrennen der Frauen.
Zum 1. August 2019 erhielt Franziska Koch einen Vertrag beim Team Sunweb, ab 2021 Team DSM. Beim erstmals ausgetragenen Rennen Paris–Roubaix 2021 kam sie auf den siebten Platz. Als Helferin startete sie 2022 bei der Tour de Frances Femmes, konnte sie aber nicht beenden, da sie auf der 7. Etappe nicht innerhalb des Zeitlimits ins Ziel kam. 2022 und 2023 startete sie beim Giro d’Italia Donne und unterstützte ihre Teamkollegin Juliette Labous, die 2023 den zweiten Platz im Gesamtklassement erreichte. 2023 errang sie bei den Straßen-Weltmeisterschaften und den Europameisterschaften mit der deutschen Mannschaft jeweils Bronze in der Mixed-Staffel.
Im Juni 2024 wurde Koch erstmals deutsche Meisterin im Straßenrennen im Zweiersprint gegen Titelverteidigerin Liane Lippert.

## Erfolge

### Straße
2019
- eine Etappe Boels Ladies Tour

2020
- U23-Europameisterschaft – Einzelzeitfahren

2023
- Weltmeisterschaft – Mixed-Staffel
- Europameisterschaft – Mixed-Staffel

2024
- Deutsche Meisterin – Straßenrennen
- Weltmeisterschaften – Mixed-Staffel
- Europameisterschaft – Mixed-Staffel

2025
- Deutsche Meisterin – Straßenrennen

### Bahn
2017
- Deutsche Junioren-Meisterin – Omnium

### Mountainbike
2018
- Deutsche Junioren-Meisterin – Cross Country (XC)